# بورشه

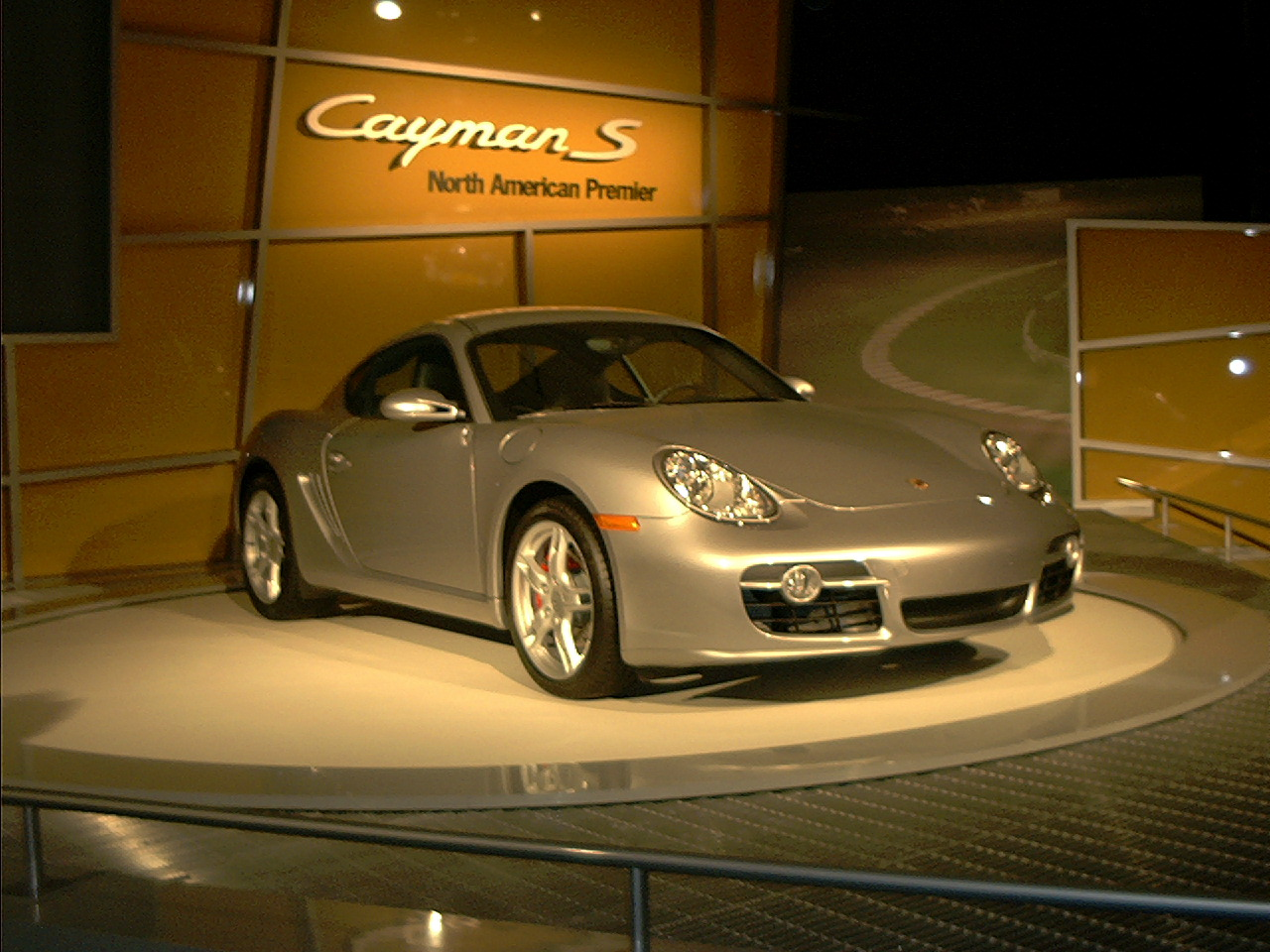
بورش كايمان إس في معرض بلوس انجلوس

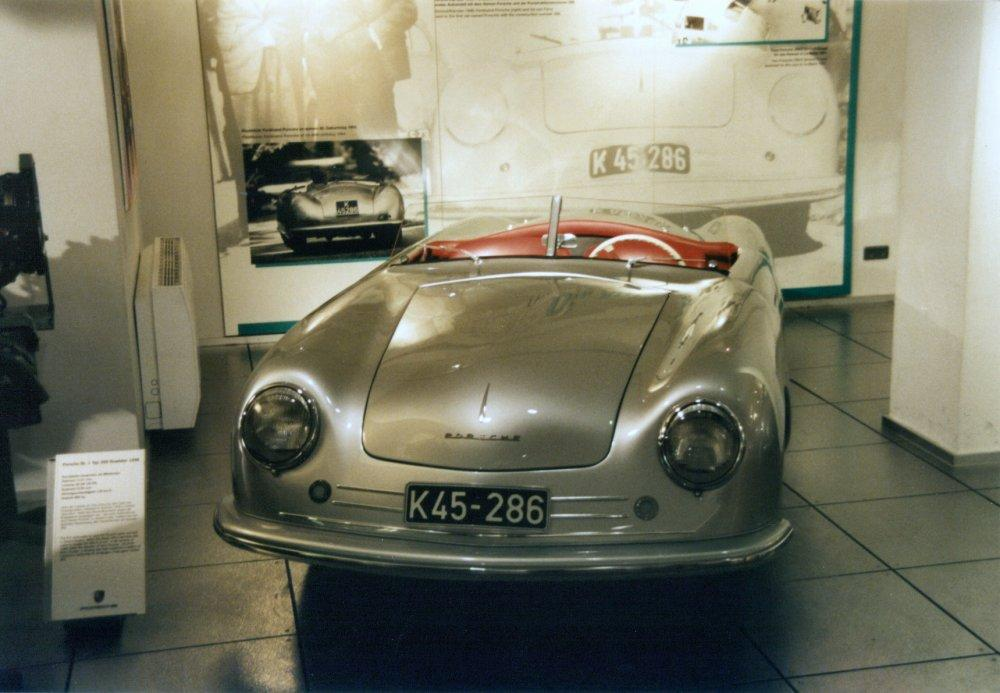
بورش 356 أقدم سيارة بورش

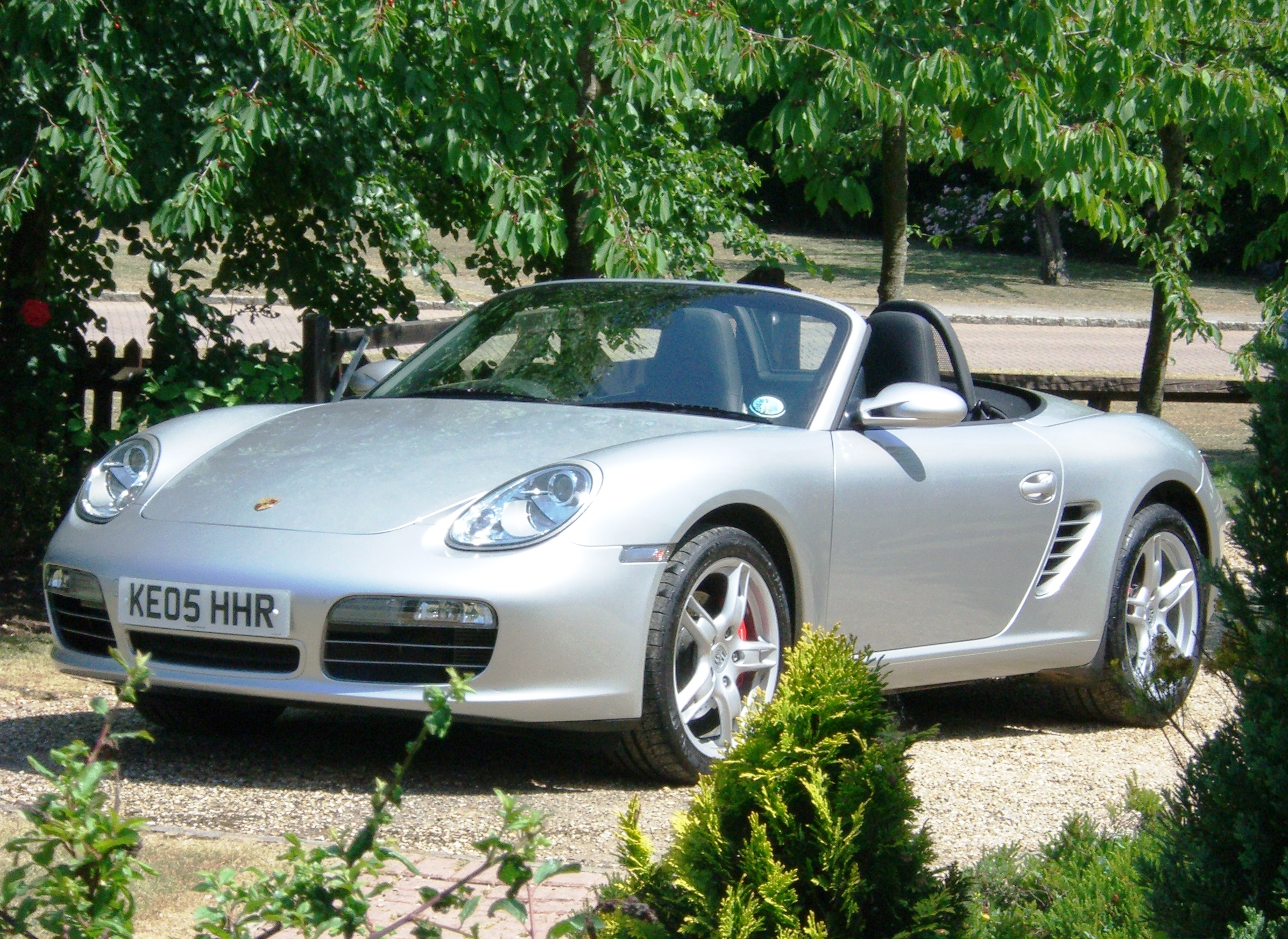
بورش بوكستر 987

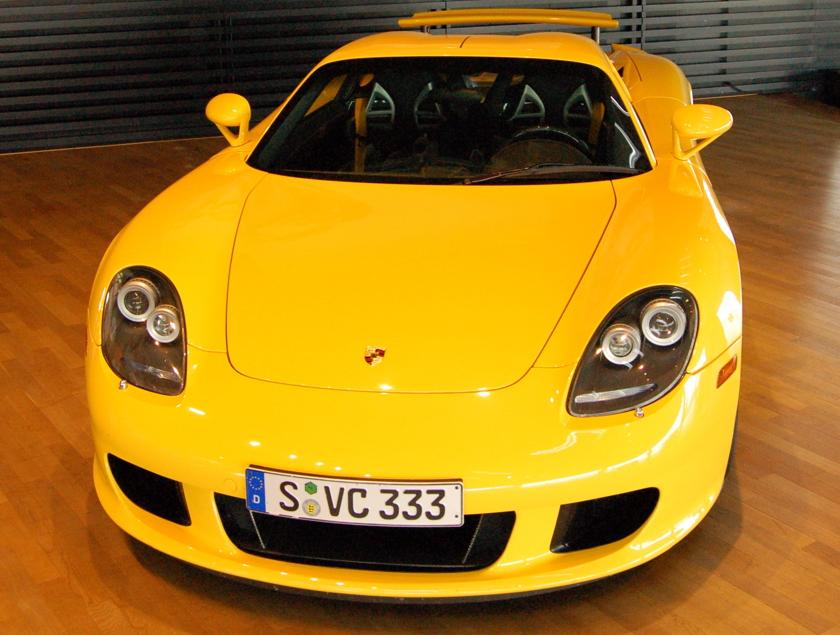
بورش كاريرا صفراء

بورشه (بالألمانية: Porsche) شركة ألمانية مختصة بصناعة السيارات الرياضية الفاخرة ذات الأداء العالي. أُنشئت الشركة عام 1931 على يد المهندس النمساوي فارديناند بورشيه الذي صمم أولى سيارات فولكس واجن، يقع مقرها في شتوتغارت، بادن-فورتمبيرغ، ألمانيا. تم تأسيسها بواسطة فارديناند بورشيه.

## الشهرة
تم تصنيف سيارات بورش الرياضية عام 2001 على انها أكثر السيارات هيبة من قبل معهد الرفاهية في نيويورك من خلال استطلاع للرأي لمايفوق 500 عائلة لا يقل مدخولها السنوي عن 200 الف دولار أمريكي..

## التاريخ
أول سيارة بورش تم إنتاجها هي بورش64 عام 1938.
فرديناند بورشه وعائلته أثروا بصورة أو بأخرى على عالم صناعة السيارات الألمانية بشكل واضح. ففرديناند بورشه المؤسس، ابنه فيري بورشه، حفيده فرديناند (بوتزي) بورشه، أو حفيده الآخر من ابنته لويز، فرديناند بيتش، الرجل القوي في عالم السيارات في ألمانيا اليوم كانوا دوما من الأسماء المؤثرة في عالم صناعة السيارات في ألمانيا. فعبر مجموعة من الابتكارات الهندسية والسيارات الرائعة، والتعاملات التجارية الذكية، فإن فرديناند بورشه وسلالته تبدو المساهم الأكبر في تشكيل صناعة السيارات الألمانية كما نعرفها اليوم.
بورشه بدأ حياته العملية في شركة لوهنر، حيث طور هناك سيارة كهربائي، ومن ثم سيارة كهربائية بدفع رباعي، وأخيرا أول سيارة هايبرد بمحرك كهربائي ومحرك تقليدي. من هناك انتقل للعمل في فرع من شركة دايملر في النمسا، وإلى شركة دايملر نفسها حيث كانت النتيجة طراز SSK الرائع في العشرينيات، قبل أن يؤسس شركته الخاصة للاستشارات الهندسية عام 1931، حيث عمل على عدة مشاريع لإنتاج سيارات صغيرة، وأخرى لأول سيارة سباق بمحرك وسطي.
عام 1933، أعلن أدولف هتلر عن مشروعين، الأول لإنتاج سيارة صغيرة للشعب (فولكس واغن) والثاني لإطلاق سيارات رياضية. النتيجة كانت إدارة فرديناند بورشه لمصنع فولكس واغن الجديد، والثاني سيارات أوتو يونيون الجبارة على ساحات سباقات الفورميولا واحد.
بعد انتهاء الحرب، تم القبض على فرديناند بورشه من قبل الفرنسيين (الذين أرادوا مساعدته لإنتاج سيارات سيارات صغيرة أساسا). خلال ذلك الوقت كان ابنه فيري قد بدأ إنتاج أول سيارة تحمل اسم بورشه، طراز 356. وفي نفس الوقت تم الطلب منه المساهمة في تطوير طراز بيتل، مقابل مبلغ مالي لكل سيارة تباع (والذي تجاوز 20 مليون سيارة!) مما وفر له الأمان المالي.
بعد وفاة فرديناند، قاد فيري الشركة وأشرف على إطلاق طراز جديد، البورشه 911، من تصميم ابنه فرديناند (بوتزي) بورشه، السيارة التي ستصبغ شركة بورشه بطابعها الخاص حتى اليوم. كما قرر فيري وأخته لويز لاحقا أن لا يعمل أي فرد من العائلة في الشركة لتجنب الخلافات، مما دفع بوتزي لتأسيس شركة بورشه ديزاين، والتي باتت اليوم جزءا من مجموعة بورشه، فيما كان فرديناند بيتش، ابن لويز بورشه، يتوجه للعمل لدى أودي، ولتقوده الأقدار إلى رأس هرم مجموعة فولكس واغن بأكملها.
كمصنع للسيارات، عرفت بورشه نجاحات كثيرة، وعرفت هزات مختلفة. فمن جهة بات اسمها مرتبطا بالسيارات الرياضية والانتصارات المدوية في سباقات مثل 24 ساعة في لومان. ومن جهة أخرى عانت مشاكل مادية في فترات هددت بإفلاس الشركة إلا أنها تغلبت عليها وكانت في الماضي القريب الشركة الأكبر ربحا في العالم، إلى درجة أنها كانت على وشك الاستحواذ على مجموعة فولكس واغن بأكملها. إلا أن الأزمة المالية العالمية وقفت في وجه ذلك، وانتهت معركة الشد والجذب بين الشركتين حبيا بدمجهما معا في شركة واحدة.

## الجوائز التي حازت عليها بورشة
- أفضل سيارة للعام 2010-2014 على التوالي
- حازت سيارة البانيميرا على جائزة افخم سيارة في العالم للعام 2010-2014 على التوالي
- حازت البانيميرا أيضا على جائزة اقوى سيارة في العالم في فئة سيارة السيدان للعام 2010-2014 على التوالي
- حازت سيارة الكايين على جائزة افخم سيارة SUV في العالم للعام 2005-2014 على التوالي
- حازت الكايين أيضا على جائزة اقوى سيارة SUV في العالم للعام 2005-2009 على التوالي وللعام 2011-2014 على التوالي
- حازت سيارة الكاريرا والمعروفة بـ911 على ثاني اقوى سيارة في العالم 2010-2011 والسيارة التي تسبقها هي الـBugatti Veyron Super Sport والتي تولد 1200 حصان
- حازت الكاريرا أيضا بجائزة افخم ووأفضل سيارة في العالم للعام 2009-2014 على التوالي
- حازت شركة بورشة أيضا على جائزة افخم واقوى وأفضل سيارة للفئتين السيدان و SUV في معرض دبي الدولي للعام 2010-2013 على التوالي
- حازت على افخم واقوى وأفضل سيارة للفئتين السيدان و SUV في معرض جنيف الدولي للعام 2010-2013 على التوالي
- حازت على افخم واقوى وأفضل سيارة لخمسة فئات وهم السيدان و SUV و Hyper Car و Hybrid Car و Super Sport Car في معرض فرانكفورت 2010-2013 على التوالي وصنعت البورشة اقوى سيارة في العالم والتي تم صنع منها ثمانية سيارات منها وتسمى هذه السيارة بالـ918 Spyder وسيتم صنع 918 سيارة منها ولكنها من فئة Hybrid أي الصديقة للبيئة وتسمى بنفس الاسم الـ918 Spyder وهي اقوى سيارة Hybrid في العالم.

## قائمة بنماذج بورش
- بورش 356 (1948–1965)
- بورش 550 سبايدر أو العنكبوت (1953–1957)
- بورش 911 (1964–للوقت الحاضر)
- بورش 991 (2012- الوقت الحاضر)
- 930 (1975–1989)
- 964 (1989–1993)
- 993 (1993–1998)
- 996 (1998–2004)
- 997 (2004–2012)
- 912 (1965–1969)
- 914 (1969–1975)
- 924 (1976–1988)
- 928 (1978–1995)
- 944 (1982–1991)
- 959 (1986–1988)
- 968 (1992–1995)

- بوكستر (1996-للوقت الحاضر) (Porsche Boxster)
- 986 (1996–2005)

- 987 (2005–للوقت الحاضر)

- بورش كايين (2002-للوقت الحاضر) (Porsche Cayenne)

- كاريرا جي تي (2004-2006) (Carrera GT)

- كايمان (2006-للوقت الحاضر) (Cayman)
- باناميرا (2009-للوقت الحاضر) (Panamera)
- 918 سبايدر (2012)-(Limited Edition) (918 Spyder)
- 918 سبايدر (2014-(918 Spyder)

## بورش جي تي 3 آر إس
- بورش 911 (جي تي 3 آر إس) طراز 2023 التوقيت: 6 دقائق و49 ثانية على المضمار الشمالي من حلبة نوربورغرينغ، القدرة الحصانية: 525 حصان. الوزن 1.450 كغم.
- سيارة (بورش 911 جي تي 3 آر إس) أفضل سيّارة (جي تي) والتي تمثّل قمّة سيّارات الفئة (911) هي من أسرع وأقوى سيّارات الطرق الرياضية التي صُنعت في تاريخ شركة (بورش).
- تتمكن من الوصول من الثبات إلى سرعه 100 كم بغضون 3.2 ثانية.
- تتمتّع السيارة بمحرّك بوكسر سداسي الاسطوانات مصنوع من الألومنيوم سعة 3,996 سم مكعّب، مع ناقل حركة مزدوج القابض (PDK) بسبع سرعات وسرعة قصوى تبلغ 296 كم/س لم يُصنع من السيارة سوى 2000  وهي متوفّرة في أوروبا وأمريكا، يبدأ سعرها في أوروبا من 248,157 يورو.
- يبلغ استهلاك الوقود حوالي 13.2 لتر لكل 100 كم، في حين تصل انبعاثات ثاني أكسيد الكربون إلى 299 جرام لكل كيلومتر.

## بورش جي تي 2 آر إس
- بورش 911 (جي تي 2 آر إس) طراز 2010 التوقيت: 7 دقائق و18 ثانية على المضمار الشمالي من حلبة (نوربورغرينغ)، القدرة الحصانية: 620 حصان. الوزن 1.370 كغم.
- تبلغ القدرة الحصانية لسيارة (بورش 911 جي تي 2 آر إس) 90 حصان بوزن أقلّ بـ70 كغم مقارنة بطراز (911 جي تي 2) تتمكن من الوصول من الثبات إلى سرعه 100 كم بغضون 3.5 ثانية.
- تتمتّع السيارة بمحرّك مستقيم سداسي الاسطوانات مصنوع من الألومنيوم سعة 3,600 سم مكعّب، مع ناقل تروس يدويّ بستّ سرعات وسرعة قصوى تبلغ 330 كم/س لم يُصنع من السيارة سوى 500 فقط وهي متوفّرة في أوروبا وأمريكا، ويبلغ سعرها في أوروبا 199,500 يورو.

## بورش كايين تيربو إس
- بورش كايين تيربو إس هي أقوى إصدارات (كايين) على الإطلاق. فهي تتمتع بنفس محرّك (V8) الأساسيّ ذي سعة 4.8 لتر كشقيقاتها (كايين إس) و (جي تي إس) و (تيربو). طراز (تيربو إس) يتمتّع بقوّة 550 حصان و553 قدم /باوند من عزم الدوران، وهو ما يشكّل زيادة على القوة بمقدار 10%، و7% على عزم الدوران مقارنة بطراز (كايين تيربو).
- (بورش كايين تيربو) تنطلق من سرعة صفر إلى 60 ميل/س (100كم/س) في 4.3 ثانية لتصل إلى سرعة قصوى – مثبتة بالتجربة – تبلغ 313 كم/س. وتأتي (كايين تيربو إس) مزوّدة بناقل تروس (تيبترونيك) أوتوماتيكيّ قابل للتغيير بثمانية سرعات.

## سبايدر 918 - (918 Spyder)
2012
(إصدار محدود)
تم الإعلان عن هذه السيارة في العام 2002 واستدعت شركة بورشة أفضل زبنائها لتعلمهم انها ستصنع من هذه السيارة 8 سيارات فقط وقيمتها 5,000,000 ملايين دولار أمريكي وتم حجز الثماني سيارات في اقل من 10 دقائق من قبل كبار الشخصيات ومنهم الامراء وحكام الولايات وفاحشي الثراء وانه سيتم تسليم هذه الثماني سيارات في تاريخ 18/9/2012 بسبب المميزات التي فيها وان هذه السيارة الخارقة لا يمكن لاحد ان يعمل الصيانة لها في أي مكان في العالم وانما فقط شركة بورشة وليس أي مكان من ورش بورشة وانما مع حاسوب خاص بكل سيارة منها لتصليح أي عطل أو أي شيء آخر وعندما يتم شحن هذه السيارة إلى أي مكان يجب شحن هاذا الحاسوب معها إذ تحسبا لاي طارئ قد يحدث مع السيارة ليتمكنوا خبراء بورشة لوجود حل لهاذا الطارئ.
وتتسارع هذه السيارة من0-100كم/س 2.0 ثانية وتبلغ سرعتها القصوى 450كم/س وتولد 900 حصان وحجم محركها 5.0 ليترات ذو 8 اسطوانات مع ناقل حركة PDK هاذا يعني انها اقوى سيارة في العالم وانها تحتوي على اقوى علبة تروس في العالم وانها اغلى سيارة في العالم ولذالك تسمى هذه السيارة بالاسطورة.

## وصلات خارجية
- الموقع الرسمي